# Brayan Ramírez (kolarz)
Brayan Stiven Ramírez Chacón (ur. 20 listopada 1992 w Bogocie) – kolumbijski kolarz szosowy, zawodnik kolumbijskiej grupy kolarskiej Movistar.

## Najważniejsze osiągnięcia
- 2016
  - 2. miejsce w Mistrzostwach Kolumbii (ITT)
  - 2. miejsce w Mistrzostwach Kolumbii (TTT)